# Бернгард Грубер
Бернгард Гру́бер (нім. Bernhard Gruber; нар. 12 серпня 1982) — австрійський лижний двоборець, олімпійський чемпіон.
Бернгард Грубер став олімпійським чемпіоном у складі естафетної команди Австрії на Зимових Олімпійських іграх у Ванкувері. Він також виборов бронзову нагороду в дисципліні, що складалася із стрибка з великого трампліна й лижної гонки на 10 км.
На етапах Кубка світу Грубер має дві перемоги в 2008. Одна з них була здобута на етапі, що проходив на Холменколенському лижному фестивалі.